# روزاليند هاورد كونتيسة كارلايل
روزاليند فرانسيس هاورد كونتيسة كارلايل (واسم عائلتها قبل الزواج ستانلي، 20 فبراير 1845- 12 أغسطس 1921)، والمعروفة بالكونتيسة الراديكالية، هي شخصية مناصرة لحقوق المرأة السياسية وناشطة في حركة الاعتدال.

## عائلتها
وُلدت كونتيسة كارلايل على الأرجح في ألديرلي بارك بتشلفرد في تشيشير. كانت عاشر وآخر أطفال السياسي في حزب الأحرار البريطاني إدوارد ستانلي، البارون ستانلي الثاني من ألديرلي، والناشطة في مجال تعليم المرأة هنرييتا ستانلي، البارونة ستانلي من ألديرلي. تلقت تعليمها في المنزل على أيدي معلمين خاصين. كانت عائلة ستانلي متنوعة على نحو استثنائي من حيث المعتقدات الدينية: كان اللورد والليدي ستانلي من أتباع الكنيسة الأنجليكانية العليا، وكان ابنهما الأمير هنري مسلمًا، وابنتهما الثالثة مود من أتباع الكنيسة الأنجليكانية الدنيا، وصار ابنهما الأصغر ألغيرنون أسقفًا رومانيًا كاثوليكيًا، وكانت ابنتهما قبل الأخيرة كيت تميل إلى الإلحاد، في حين عرفت روزاليند عن نفسها بأنها لاأدرية.

## زواجها
في الرابع من أكتوبر 1864، تزوجت من الرسام جورج هاورد، الذي صار نائبًا ليبراليًا نشطًا من عام 1879. شاركت في الحملات الانتخابية لزوجها ووالد زوجها تشارلز من خلال جمع الأصوات، لكنها امتنعت عن التحدث علنًا، ما كان يعتبر غير لائق بامرأة. ومع ذلك، وفي تناقض حاد مع زوجها المعتدل، سرعان ما انضمت هاورد إلى اليسار الراديكالي، وأدانت احتلال ويليام إيوارت غلادستون لمصر وأجرت حملة من أجل حق المراة في التصويت. ردت مرة على انتقادات وُجهت لها بقولها: «لقد أنجز المتعصبون الكثير من أعمال العالم، ولا أمانع أن أصنف مع المتعصبين».
كان الزواج في أيامه الأولى وثيقًا ملؤه الرومانسية. أمطر جورج روزاليند برسائل حب ورسومات عارية، لكن الزوجين ابتعدا عن بعضهما تدريجيًا. كانا يتشاركان كرههما للكحول، لكن لم يتشاركا الكثير غير ذلك، وعندما انقسم الحزب الليبرالي حول قضية الحكم الذاتي الأيرلندي، والذي دعمته روزاليند، قرر جورج الوقوف إلى جانب ابن عمه، دوق ديفونشاير، والحزب الوحدوي الليبرالي. بسبب خلافاتهما الشخصية والسياسية، قضى الزوجان هاورد معظم حياتهما الزوجية منفصلين، حيث فضلت روزاليند البقاء في منزلهما الريفي، قلعة هاورد، ومنزلهما المفضل، قلعة ناوورث.

## آراؤها وقضاياها
على الرغم من معاناتها حالة صحية سيئة، استفادت هاورد من مهاراتها التنظيمية. انضمت إلى الجمعيات النسائية للحزب الليبرالي وحركة الاعتدال، وشاركت في إدارة العقارات العائلية الموسعة وشاركت في الحكومة المحلية. تعهدت تعهد الاعتدال في عام 1881 وبدأت بمطالبة المستأجرين بالامتناع عن شرب الكحول وإغلاق المنازل العامة في عقاراتها في العام التالي. اكتسبت هاورد المزيد من الفضل في 1889 عندما خلف زوجها عمه ويليام في منصب إيرل كارلايل التاسع، وورثت بذلك أيضًا ثروة العائلة، وصارت تُعرف باسم كونتيسة كارلايل. في 1891، أقنع أحد مسؤولي تحالف المملكة المتحدة السيدة كارلايل بالتحدث عن موضوع الاعتدال في اجتماع للنساء في غرفة الرسم. سرعان ما صارت متحدثة ناجحة ونائبة رئيس تحالف المملكة المتحدة، وكذلك رئيسة رابطة الاعتدال في شمال إنجلترا في عام 1892.